# Raztopina za peroralno rehidracijo
Raztopine za peroralno rehidracijo so raztopine soli in sladkorjev, ki jih uporabljamo za preprečevanje izgube tekočine (npr. pri športnikih, izpostavljenosti visoki zunanji temperaturi) ali za nadomeščanje izgubljene tekočine pri izsušitvi oziroma dehidraciji (zaradi potenja, bruhanja, driske, premajhnega vnosa tekočine). Izsušitev lahko prizadene kogarkoli, najbolj pa ogroža dojenčke in starejše.
Po priporočilih Svetovne zdravstvene organizacije (SZO) in  Evropskega združenja pediatrov gastroenterologov in nutricionistov (ESPGHAN) je uporaba peroralnih rehidracijskih raztopin prvi korak pri zdravljenju izsušitve.
Raztopin za peroralno rehidracijo ne smemo uporabljati v primeru, če je bolnik nezavesten ali pogosto bruha in kadar gre za bolnika s slabšo absorpcijo glukoze, črevesno zaporo ali je izrazito izsušen. V omenjenih primerih se je treba obrniti na zdravniško pomoč.
Raziskave na temo dehidracije v povezavi s športnikovimi zmogljivostmi kažejo, da je velik upad telesnih sposobnosti opaziti že pri izgubi 1–2 % telesne teže (na račun tekočine). 
Učinki dehidracije so najbolj izraziti v vročem okolju z visoko relativno vlažnostjo.
S telesno dejavnostjo je treba pričeti vedno dobro hidriran.
Pri športu se ne smemo zanašati na občutek žeje. Nekateri ljudje so lahko že močno dehidrirani, preden se pojavi žeja. 
Čista voda nikakor ni najprimernejši rehidracijski napitek. Sestavo napitka je vedno treba prilagoditi potrebam športnika.
Peroralna rehidracijska terapija je preprosto, poceni in učinkovito zdravljenje dehidracije, povezane z drisko. Uporablja se jo po celem svetu, največji pomen pa ima v državah v razvoju, kjer s pomočjo sredstev za peroralno rehidracijo rešijo milijone otrok. Driska je v državah v razvoju namreč drugi najpogostejši vzrok smrti otrok, mlajših od pet let. Vsako leto ubije 1,5 milijona otrok, samo 40 odstotkov pa jih dobi potrebna zdravila.

## Peroralna rehidracijska terapija
Peroralna rehidracijska terapija je definirana kot povečan vnos tekočin z nadaljnjo ustrezno prehrano.
Po mernicah SZO/UNICEF naj bi s peroralno rehidracijsko terapijo pričeli že doma (z doma pripravljenimi raztopinami sladkorja in soli) ob prvih znakih driske, z namenom preprečiti nastop dehidracije.  
Če kljub temu izsušitve ne uspemo preprečiti, se moramo poslužiti oficinalnih pripravkov za peroralno rehidracijo (raztopine in praški za peroralno rehidracijo). Le-te nato zaužijemo v predpisanih odmerkih in časovnih presledkih, da povrnemo ustrezno hidracijo.
Pri zdravljenju z doma pripravljenimi tekočinami moramo paziti, da vnašamo raztopino, ki vsebuje tako sladkorje kot soli v pravilni količini. Raztopinam, ki soli in sladkorjev ne vsebujejo, se moramo izogibati. Premalo ene ali druge komponente v raztopini je lahko neučinkovito ali celo škodljivo. Z drisko se poleg vode izgubljajo tudi soli, zato lahko ob nenadomeščanju le-teh nastopi hiponatriemija. Poleg soli mora biti v raztopini prisoten tudi sladkor, saj je absorpcija soli v črevesu sklopljena z absorpcijo sladkorjev preko SGLT1-transporterja.
Primerne raztopine za domače zdravljenje so npr. oficinalne ORS (oral rehydration solutions – peroralne rehidracijske raztopine), soljena riževa voda, soljene pijače na jogurtovi osnovi, zelenjavna ali kokošja juha s soljo. Za uporabo raztopine moramo vedno uporabljati čisto vodo.
Izogibati pa se moramo različnim brezalkoholnim pijačam, sladkanim sadnim sokovom, sladkanemu čaju, kavi in čaju z visoko vsebnostjo sladkorjev in kofeina (še dodaten diuretični učinek). Raztopine z visoko koncentracijo sladkorja zaradi osmotskega delovanja v črevesju še povečajo prestop vode v gastrointestinalni trakt in s tem še poslabšajo drisko.
Če se dehidracija kljub domači terapiji še vedno stopnjuje, se je treba obrniti na zdravniško pomoč.

### Razpoložljivost peroralnih rehidracijskih raztopin
ORS so navadno že vnaprej pripravljene mešanice soli in sladkorjev, ki jih pred zaužitjem raztopimo v čisti vodi (po navadi enem litru; volumni lahko variirajo). V Sloveniji so ORS na voljo kot galenski pripravek, v različnih oblikah in okusih, ki naj bi raztopino naredili prijetnejšo za zaužitje.
Kjer ORS niso na voljo, se navadno lahko uporabi doma pripravljena raztopina. Obstaja veliko receptov mešanice vode, sladkorjev in soli. Kot primer najbolj pogoste raztopine, naj omenimo:
- 1 zravnana čajna žlička soli
- 8 zravnanih jedilnih žlic sladkorja
- (neobvezno) sok pomaranče ali pol limone za okus

Vse to zmešamo v liter čiste vode. Če dvomimo v samo kakovost vode, jo pustimo vreti deset minut ter nato ohladimo pred samo pripravo raztopine. Lahko uporabimo tudi ustekleničeno vodo.
V nekaterih virih je namesto soka pomaranče naveden sok grenivke, vendar je zaradi grenivkinega vpliva na encime in zato potencialnega vpliva na plazemske koncentracije drugih zdravilnih učinkovin raje priporočen sok pomaranč.

### Smernice SZO/UNICEF
Leta 2003 sta SZO/ in UNICEF spremenila formulo za ORS v obliko z manjšo osmolarnostjo. Sprememba je bila odziv na številne študije, s katerimi so pokazali , da je bila standardna formula za ORS neučinkovita pri zmanjševanju driske, v primerjavi z drugimi raztopinami, kot je npr. riževa voda. Nadaljnje študije so pokazale, da nizkoosmolarna raztopina ne le zmanjša odvajanje blata, vendar tudi zmanjša pogostost bruhanja in potrebo po intravenskem zdravljenju.
Kljub temu pa nizka osmolarnost ORS vseeno ni primerna za vsa bolezenska stanja. Pri koleri z njimi ne moremo v zadostni meri nadomeščati izgubljenih elektrolitov, zato to vodi v hiponatriemijo.
S prejšnje osmolarnosti 311 mmol/L so spremenili ORS na 245 mmol/L. Zmanjšali so koncentraciji glukoze in NaCl. Koncentraciji kalija in citrata sta ostali enaki.
V zadnjih letih se klinično preiskušajo raztopine natrija z na amilazo odpornim škrobom. Iz neprebavljenega škroba se s pomočjo bakterijske razgradnje v debelem črevesu tvorijo kratkoverižne maščobne kisline, ki povečajo absorpcijo natrija v kolonu. Takšne raztopine že uporabljajo za zdravljenje kolere.
| Sestavina                                | g/L  | Molekula | mmol/L |
| natrijev klorid (NaCl)                   | 2.6  | natrij   | 75     |
| glukoza, brezvodna (C6H12O6)             | 13.5 | glukoza  | 75     |
| kalijev klorid (KCl)                     | 1.5  | kalij    | 20     |
|                                          |      | klorid   | 65     |
| natrijev citrat, dihidrat Na3C6H5O7•2H2O | 2.9  | citrat   | 10     |

## Fiziološko ozadje izsušitve

### Porazdelitev vode po telesu
Voda zavzema največji delež človeškega telesa. Pri novorojenčkih je ta delež približno 75 %, pri odraslih 50–66 %. Do razlik prihaja tudi med spoloma, saj imajo ženske na račun več maščobnega tkiva manjši delež vode.
Večji del telesne tekočine (približno 2/3) je v celicah in jo zato imenujemo znotrajcelična tekočina. Ostalo je zunajcelična tekočina, ki jo v glavnem najdemo med celicami (medcelična tekočina) ali v krvnih obtočilih (krvna plazma).
Dnevne potrebe po vodi za odrasle znašajo 1,5 litra. 0,9 L/dan izgubimo z evaporacijo in vsaj 0,5 L s sečem. Z blatom se na dan izloči približno 0,1 L vode.
Vodo vnašamo s hrano in s pitjem različnih tekočin. Voda v telesu tudi nastaja (oksidativna presnova), in sicer 300 mL/dan.
Ker voda predstavlja največji delež človeškega telesa, lahko motnje v vodni bilanci povzročijo resne motnje in v skrajnih nezdravljenih primerih tudi smrt.
Vse telesne tekočine so raztopine soli, vendar se po sestavi zelo razlikujejo.
Zunajcelična tekočina je pretežno raztopina natrijevih soli (natrijevega klorida in bikarbonata). Koncentracije K+, Ca2+ in Mg2+ so razmeroma majhne. Med anioni prevladuje kloridni ion, vendar pomemben delež zavzemata tudi bikarbonatni ion ter beljakovine. Koncentracije fosfata, sulfata in organskih kislin so nizke.
Koncentracije ionov v znotrajcelični tekočini so precej drugačne. Glavni kation je kalij, glavni anion fosfat. Pomembno vlogo v znotrajcelični tekočini imajo tudi beljakovine.
Zaradi slabe prepustnosti celičnih membran za ione soli se med znotrajcelično in zunajcelično tekočino skozi celične membrane v eno ali drugo smer premika predvsem voda. Ta proces imenujemo osmoza. Voda se hitro premakne iz razdelka z nižjo koncentracijo topljencev (ionov in drugih molekul), kjer je nizek osmotski tlak, v razdelek z visoko koncentracijo topljencev (in manjšo koncentracijo vode!), kjer je visok osmotski tlak. V telesu imata znotrajcelična in zunajcelična tekočina vedno približno enak osmotski tlak, ker se voda med razdelkoma hitro premika, dokler se osmotska tlaka praktično ne izenačita.
Vodo in soli človek stalno izgublja iz telesa in jih s hranjenjem in pitjem tudi stalno vrača. Važen je odnos med vnosom in izgubo določene snovi, kar imenujemo bilanca. Skozi daljše časovno obdobje je pri zdravem človeku vnos vode in natrijevih soli enak izgubi le-teh, človek je v ničelni bilanci. Če začasno prevladuje izguba, govorimo o negativni bilanci oz. dehidraciji.
Glede izgube vode in soli moramo vedno imeti pred očmi dvoje: izgube so, prvič, vidne in nevidne ter drugič obvezne in spremenljive. Nevidne izgube so hlapenje vode skozi kožo in izdihovanje iz pljuč (čista voda), vidne so s potenjem, sečem, blatom, bruhanjem. Obvezne izgube so hlapenje vode skozi kožo, izdihanje vode iz pljuč ter obvezna izguba s sečem in blatom. Čim je človek v tako toplem okolju, da se tudi vsaj malo znoji, je ta izguba še večja. Ostale izgube so spremenljive.

### Zmanjšanje volumna zunajcelične tekočine
Človeško telo zelo natančno uravnava koncentracijo natrijevih ionov (osmotski tlak) v zunajcelični tekočini. Za to uporablja mehanizem žeje, ki spreminja vnos vode,  in mehanizem antidiuretičnega hormona (ADH), ki spreminja izločanje vode s sečem.
Volumen zunajcelične tekočine se zmanjša in nastopi dehidracija, kadar je negativna bodisi bilanca vode bodisi bilanca soli, ali pa oboje. Če prevladuje negativna bilanca vode, govorimo o hipertonični dehidraciji, če prevladuje negativna bilanca natrijevih soli, pa o hipotonični dehidraciji. Če ni jasne prevlade ene ali druge bilance, je dehidracija izotonična.

#### Hipertonična dehidracija
Hipertonična dehidracija nastane, kadar izgubljamo čisto vodo (nevidne izgube) in tekočine z nižjo koncentracijo natrijevih soli kot v zunajcelični tekočini (hipotonične tekočine kot sta znoj ali želodčna vsebina), predvsem pa mora biti oviran vnos vode. V takih razmerah prevlada negativna bilanca vode in zunajcelična tekočina postane hipertonična, ker v njej naraste koncentracija natrijevih soli. Proti tej obliki dehidracije ima človek precej dobre regulacijske obrambne mehanizme. Takoj se sproži občutek žeje, hitro se poveča izločanje antidiuretičnega hormona in izločanje vode s sečem se zmanjša na obvezno minimalno količino. Posebej pomemben pa je premik vode iz znotrajceličnega prostora (ki je dvakrat večji) v zunajceličnega zaradi hipertoničnosti zunajcelične tekočine, ki traja, dokler se osmotska tlaka v obeh predelkih približno ne izenačita. Ta premik vode torej pomaga vzdrževati volumen zunajcelične tekočine na račun znotrajcelične, zato se volumen zunajcelične tekočine nekaj časa le počasi zmanjšuje.

#### Hipotonična dehidracija
Nastane kadar izgubljamo veliko tekočin, ki vsebujejo natrijeve soli (znoj, črevesna vsebina) in tako izgubljamo veliko soli, uživamo pa le vodo in malo ali nič soli. Slednje se dogaja bodisi zaradi neznanja in neobveščenosti (športniki, ki tekmujejo v vročem vremenu, popotniki v tropih, delavci ob plavžih) ali pa narava bolezni preprečuje vnos soli s hrano. Prevlada negativna bilanca natrijevih soli in koncentracija le-teh v zunajcelični tekočini pade, zato postane ta tekočina hipotonična. Pri tej dehidraciji delujejo obrambni mehanizmi deloma napačno ali pa se vključijo šele, ko je dehidracija že zelo huda. V prvi vrsti se sedaj voda premika iz zunajcelične tekočine, ki je hipotonična, v znotrajcelično, kar močno zmanjša volumen zunajcelične tekočine. V začetku tega procesa je zaradi hipotoničnosti zunajcelične tekočine tudi zelo šibek občutek žeje, ledvice pa zaradi odsotnosti izločanja antidiuretičnega hormona izločajo veliko količino vode s sečem, kar dodatno poslabša dehidracijo.

#### Nevarnost dehidracije
Sestavni del zunajcelične tekočine je tudi krvna plazma. Ker se pri dehidraciji zmanjša volumen zunajcelične tekočine, se zmanjša tudi volumen plazme in s tem krvi. Zmanjšan volumen krvi povzroči zmanjšan venski pritok v srce in zato pade minutni volumen srca. Posledično pade krvni tlak in, če je motnja dovolj velika, se kljub aktivaciji regulacijskih mehanizmov (simpatikus) zmanjša pretok krvi skozi tkiva in nastopi stanje šoka ter smrt, če ni pravočasnega zdravljenja.
Bolnik, ki je dehidriran, ima uvelo kožo, suhe ustnice, temni se mu pred očmi, ko vstaja, ima lahko znižan arterijski tlak ali celo znake šoka.